# 우쓰쓰촌
우쓰쓰촌(内津村)은 일본 아이치현 히가시카스가이군에 설치되었던 촌이다. 현재의 가스가이시의 최동부에 해당한다.